# مورلون
مورلون (به فرانسوی: Morlon) یک شهر و شهرداری است که در بخش گرویر کانتون فریبورگ در کشور سوئیس واقع شده‌است.
پیشینه شکل‌گیری مورلون به قرون وسطی بازمی‌گردد. این شهر برای اولین بار در نقشه‌های تهیه شده در سال ۱۰۳۸ با نام مولون ذکر شده‌است. سابقه استفاده از نام مورلون برای نامیدن این شهر به قرن شانزدهم بازمی‌گردد.
موقعیت جغرافیایی مورلون در جنوب کانتون فریبورگ در غرب کشور سوئیس قرار دارد. این شهر در سواحل دریاچه گرویر و در نزدیکی شهر بول، مرکز بخش گرویر واقع شده‌است. جمعیت این شهر در پایان سال ۲۰۱۸ بالغ بر ۶۱۵ نفر بوده است.